# Tony Igy
Tony Igy, pseudonimo di Anton Aleksandrovič Igumnov (in russo Антон Александрович Игумнов?; Kamensk-Šachtinskij, 6 giugno 1985), è un disc jockey russo.
È meglio noto per il suo singolo del 2010 Astronomia, che ha riscoperto popolarità nel 2020 grazie al suo utilizzo nel meme di internet Dancing Pallbearers.

## Discografia

### Album in studio
- 2013 – Get Up
- 2019 – You Know My Name

### Extended play
- 2010 – This Is My Gift and This My Curse
- 2017 – It's Beautiful... It's Enough

### Singoli
- 2010 – Astronomia (solo o remix con i Vicetone)
- 2015 – Run Away (feat. Bella Blue)
- 2015 – Open Fire
- 2016 – Don't Turn Around (feat. Syntheticsax)
- 2016 – Nelly
- 2016 – Day in Day Out (con X-Chrome)
- 2017 – Caruna
- 2017 – Because of You
- 2017 – Another
- 2017 – Nuera
- 2017 – Let's Run
- 2017 – I Can See
- 2017 – For You Special
- 2017 – The Dust
- 2017 – Starlight
- 2017 – Sentiment
- 2017 – Misterio
- 2017 – Meduzza
- 2017 – I Wanna See You Now
- 2017 – Civik
- 2017 – The One for Me
- 2017 – Playing
- 2017 – Island
- 2017 – Change
- 2018 – Yes I Do
- 2018 – Show You How
- 2018 – Roscoe's (Shout Louder)
- 2018 – Take Me Away (con Gio Nailati feat. Hoshi Soul)
- 2020 – Street Sadness
- 2020 – Happy Land